# وین او
وین او (انگلیسی: Wayne Ough؛ زادهٔ ۲۷ نوامبر ۱۹۷۸) بازیکن بیس‌بال اهل استرالیا است.